# 大野一雄
大野 一雄（おおの かずお、1906年〈明治39年〉10月27日 - 2010年〈平成22年〉6月1日）は、日本の舞踏家。モダンダンサー。マイム師、教育者。北海道函館市出身。

## 代表作
「ラ・アルヘンチーナ頌」「わたしのお母さん」「死海」「睡蓮」

## 経歴
1906年10月27日、函館の弁天町に生まれた。家は北洋を漁場にする網元で、モダンな家庭であった。父はロシア語を話し、冬はカムチャッカ半島まで漁に出た。母はグラタンなどの西洋料理を得意とし、琴は六段の名手で、オルガンも弾いた。 ロシア正教会の幼稚園に通う。
1919年4月、旧制北海道庁立函館中学校（現・北海道函館中部高等学校）に入学後、母方の秋田県の親戚白石家にあずけられる。運動神経は抜群であり、陸上部に所属して400メートルの秋田県記録を更新した。翌年、秋田県立大館中学校（現・秋田県立大館鳳鳴高等学校）に編入学。函館中学校時代は同級生に亀井勝一郎や今日出海がいた。
1925年、大館中学校卒業。函館近村の泉沢尋常高等小学校で代用教員を1年間務める。
1926年、日本体育会体操学校（現・日本体育大学）入学。同年12月、徴兵令により札幌歩兵第25連隊入隊、1年4ヶ月の兵役に就いた。
1929年1月、スペイン舞踏の舞姫ラ・アルヘンティーナ来日。寄宿舎の寮長に同行した帝国劇場の三階席で公演を見て深い感銘を受け、舞踊家の道に進んだ。
体育教師として関東学院中学部に就職。その後、横浜市の捜真女学校勤務する傍ら、1934年から「石井漠舞踊研究所」入門、ドイツ人舞踏家ハラルド・クロイツベルクに師事する。
1930年、バプテスト派キリスト教の洗礼を受ける。
1936年、マリー・ウィグマンにノイエタンツを学んだ江口隆哉と宮操子舞踊研究所入門。
1938年、太平洋戦争で旭川で召集を受け、第35師団歩兵第221連隊に配属され、9年間、中国、ニューギニアで従軍、マノクワリで終戦、約1年間の捕虜生活のあと復員。

### 戦後
1946年、帰国（40歳）、江口隆哉・宮操子舞踊研究所にて稽古を再開。
1949年、江口隆哉・宮操子舞踊研究所から独立。横浜の自宅庭に大野一雄舞踊研究所を設立。東京神田共立講堂での第1回目現代舞踊公演で舞踊家としての活動を再開。
この公演を21歳の米山 九日生（後に土方巽に変名）が見て「不思議な舞台に出会った。シミーズをつけた男がこぼれる程の抒情味を湛えて踊るのである。頻りに顎で空間を切りながら踊る、感動は長く尾を引いた」といった感想を述べる。
及川廣信のマイム研究所では及川や安堂信也と共に指導。次男の大野慶人はその生徒でもあった。。1959年4月25日、大野一雄モダンダンス公演でヘミングウェイ作「老人と海」の舞踊化を第一生命ホールにて発表。
1977年、 土方巽演出のソロ作品「ラ・アルヘンチーナ頌」を発表し注目を集め、同年、舞踊批評家協会賞を受賞。
1980年、第14回ナンシー国際演劇祭に招聘されて演じた「ラ・アルヘンチーナ頌」は西欧の芸術家たちに衝撃を与え、これ以降活躍の場も海外へと移っていった。
2001年、ボローニャ大学内に大野一雄研究室開設。
2010年6月1日、呼吸不全のため横浜市内の病院で死去。103歳没。

## エピソード
100歳を超えても舞台に立ち続け、2000年に腰を痛めて立つことが困難になった後も車椅子に乗ったまま手で踊りを表現するなど、生涯現役を貫く舞踏家として舞踏界に衝撃を与え続けた。晩年はアルツハイマー型認知症との闘病生活だった。
門人に上杉満代、ヨネヤマママコ 、中嶋夏、Eiko & Komaの尾竹永子、笠井叡、がいる。次男の大野慶人は、舞台監督、演出家、舞踏家である。
アントニー・アンド・ザ・ジョンソンズの「The Crying Light」(2009年）は 池上直哉の写真が使われる。

## 主な公演
- 1949年 「街によせるアンニュイ」安藤三子舞踊公演 賛助出演
- 1949年 「大野一雄現代舞踊第一回公演」神田共立講堂
- 1950年 「大野一雄現代舞踊第二回公演」神田共立講堂
- 1951年 「大野一雄現代舞踊第三回公演」神田共立講堂
- 1953年 「大野一雄舞踊団モダーンダンス公演」第一生命ホール
- 1954年 「鴉」安藤三子舞踊公演 賛助出演
- 1955年  第十回国民体育大会神奈川大会開会式マスゲーム振付け
- 1959年 「大野一雄モダンダンス公演」「老人と海」第一生命ホール
- 1960年 「土方巽 DANCE EXPERIENCE の会」第一生命ホール（水谷勇夫・美術）
- 1961年 「土方巽 DANCE EXPERIENCE の会」第一生命ホール
- 1962年 「レダの会発足第一回公演」目黒アスベスト館（土方巽作・演出）
- 1965年 「バラ色ダンス澁澤さんの家の方へ」暗黒舞踏派提携公演（土方巽作・演出）
- 1966年 「アルトー館第一回公演」賛助出演
- 1966年 「暗黒舞踏派解散公演」紀伊國屋ホール（土方巽作・演出）
- 1967年 「アルトー館第二回公演」
- 1967年 「形而情学」高井富子舞踏公演 賛助出演
- 1967年 「石井満隆リサイタル」賛助出演
- 1968年 「石井満隆舞踏公演」賛助出演
- 1968年  「まんだら屋敷」高井富子舞踏公演 賛助出演
- 1972年 「音楽と舞踏とマイムの詩劇」特別出演　日比谷野外劇場
- 1975年 「武内靖彦舞踏公演」賛助出演 新宿厚生年金ホール
- 1977年 「ラ・アルヘンチーナ頌」第一生命ホール（土方巽・演出）
- 1979年  江口隆哉追悼公演「 一艘のカヌー桜の木の下を往く」郵便貯金ホール

### 1980年
- 1980年 「お膳または胎児の夢」第14回ナンシー国際演劇祭、ストラスブール、ロンドン、シュトゥットガルト、パリ、ストックホルム
- 1980年 「ラ・アルヘンチーナ頌」モントリオール・ケベック大学
- 1981年 「わたしのお母さん」第一生命ホール（土方巽・演出）
- 1981年 「ラ・アルヘンチーナ頌」「わたしのお母さん」カラカス国際演劇祭 ベネズエラ
- 1981年 「ラ・アルヘンチーナ頌」「わたしのお母さん」ニューヨーク・ラママ
- 1982年  ミュンヘン世界演劇祭、アヴィニオン演劇祭参加, ジュネーブ、コペンハーゲン、バルセロナ
- 1983年 「詩と舞踏」ブッパータル・ジャズ・フェスティバル、（白石かずこ・共演）
- 1984年 「パフォーマンスと講演」東京・西武スタジオ200

#### 1985年
- 「死海　ウインナー・ワルツと幽霊」（土方巽作・演出）「ラ・アルヘンチーナ頌」舞踏フェスティバル '85 （大野慶人・共演）
- 「パフォーマンスと講演」韓国・梨花大学
- 「死海」「ラ・アルヘンチーナ頌」東京・T2スタジオ、リミニ、ロベレート、ケルン、ジュネーブ、ニューヨーク・ジョイス劇場
- 「パフォーマンスと講演」コーネル大学

#### 1986年
- 「わたしのお母さん」「ラ・アルヘンチーナ頌」「死海」横浜市・関内ホール
- 「ラ・アルヘンチーナ頌」「死海」福島公会堂

#### 1987年
- 「ラ・アルヘンチーナ頌」「死海」マドリッド演劇祭
- 「ラ・アルヘンチーナ頌」「わたしのお母さん」仙台エルパーク
- 「睡蓮」シュトゥットガルト・世界演劇祭オープニング、西ドイツ・シュトゥットガルト、スイス
- 「睡蓮」土方巽追悼公演企画・銀座セゾン劇場
- 国際フェスティバル・福島県檜枝岐
- 「異人坂舞踏幻想 ことばからだ」アスベスト館主催 神戸シアターポシェット館　（協力・琴座俳句会）

#### 1988年
- 「睡蓮」第一回ニューヨーク国際芸術フェスティバル
- 「蟲びらき」東京国際演劇祭'88池袋・西武スタジオ200（水谷勇夫・美術）
- 「ラ・アルヘンチーナ頌」東ドイツ、ドレスデン現代音楽フェスティバル
- 「睡蓮」東京ドイツ文化センター
- 「死海」岡山県牛窓国際芸術祭、野外劇場

#### 1989年
- 「ラ・アルヘンチーナ頌」「死海」「睡蓮」　西ベルリン

#### 1990年
「ラ・アルヘンチーナ頌」「死海」伊丹市アイホール
「蟲びらき」名古屋七つ寺共同スタジオ （水谷勇夫・美術）
「花鳥風月」クレモナ・ポンキエッリ劇場
「睡蓮」「花鳥風月」スペイン・バリャドリッド・フェスティバル、フィレンツェ
「睡蓮」バルセロナ＆ヨコハマ・シティ・クリエーション
「睡蓮」高松、札幌、釧路
「睡蓮」三井グループ・クローズ・アップ・オブ・ジャパン、トロント、ゲッティンゲン、パリ、プラハ

#### 1991年
- 「睡蓮」金沢市文化ホール
- 「花鳥風月」銀座セゾン劇場、カスティリオンチェロ、ロベレート、ヘルシンキ、ジュネーブ
- 「石狩の鼻曲がり」石狩川河口特設野外ステージ
- 「死海」石川県・七尾市・長福寺
- 「ラ・アルヘンチーナ頌」湘南台文化センター

#### 1992年
- 「夢十夜」テルプシコール開館10周年記念公演、ブッパダール
- 「白蓮」TOKYO FM ホール
- 「花鳥風月」ベルリン、ブレーメン
- 「花鳥風月」釧路市
- 「睡蓮」「花鳥風月」ブラジル・ロンドリーナ、サントアンドレ、ベロオリゾンチ、仙台、広島
- 「睡蓮」東京・江東区文化センター
- 「小栗判官照手姫」岐阜県・大垣市

#### 1993年
- 「小栗判官照手姫」湘南台文化センター
- 「御殿、空を飛ぶ」横浜赤レンガ倉庫、アジア国際舞踊会議・大館、秋田
- 「ラ・アルヘンチーナ頌」「睡蓮」ソウル日本舞踏フェスティバル、アメリカ・ロスアンゼルス、シアトル、オマハ、カンザスシティー、エルパソ、ミネアポリス、ニューヨーク、リッチモンド、アムハースト
- 「白蓮」香港・香港芸術祭、川崎市民ミュージアム

#### 1994年
- 「睡蓮」全作品上演計画第一回、東京・テアトルフォンテ
- 「死海」「睡蓮」シンガポール芸術祭、台北の国立芸術学院、リスボン、パリ、アヴィニヨン、ペリグー
- 「ラ・アルヘンチーナ頌」全作品上演計画第二回、東京・テアトルフォンテ
- 「睡蓮」ワルシャワ
- 「小栗判官照手姫」東京赤坂国際交流フォーラム

#### 1995年
- 「睡蓮」宮崎県立芸術劇場
- 「死海」全作品上演計画第三回、東京・テアトルフォンテ
- 「天道 地道」慶應義塾大学入学記念行事公演・慶應義塾大学日吉キャンパス
- 「睡蓮」高知県立美術館
- 「夢の一日」東京・シアターX  （三宅榛名・共演）
- アート・サミット・インドネシア'95　パダンパンジャン・西スマトラ、ジャカルタ
- 「暈狂う舞」兵庫県揖保川町・超念寺
- 「わたしのお母さん」全作品上演計画第四回、東京・テアトルフォンテ

#### 1996年
- 「わたしのお母さん」ニューヨーク
- 「天道 地道」大阪トリイホール
- 「花鳥風月」全作品上演計画第五回、東京・テアトルフォンテ
- ケベック市カルフール国際演劇祭
- 「花火の家の入口で」東京・シアターX
- 「睡蓮」姫路文学館
- 「大野一雄の世界　ディヴィーヌ抄より」神奈川県民小ホール
- 「わたしのお母さん」 釧路市

#### 1997年
- 「天道 地道」イタリア・フェラーラ、リミニ　ドイツ・レムシャイト
- 「天道 地道」「睡蓮」ブラジル・サンパウロ、サントアンドレ、サントス
- 「睡蓮」大坂トリイホール、函館市・金森ホール
- 「天道 地道」全作品上演計画第六回、東京・テアトルフォンテ

#### 1998年
- 「わたしのお母さん」テアトルフォンテ(東京)
- 「天道 地道」宮崎県立芸術劇場
- 「天道 地道」世田谷パブリックシアター　(東京)
- 「天道 地道」大阪・トリイホール(大阪)
- 「無」シアターコクーン(東京)
- 「大野一雄 蕭白を舞う」曽我蕭白展, 千葉市美術館
- 「大野一雄 長谷寺に舞う」長野市・長谷寺 （柿崎順一・花）

#### 1999年
- 「テロスを消去・・・1999」近江楽堂　(東京)
- 「大野一雄 舞踏の会」アトリエ公演、横浜市・上星川稽古場
- ジョクサン・インターナショナル・アート・フェスティバル、韓国
- 「CELEBRATION」ヴェネツィア・ビエンナーレ
- 「20世紀への鎮魂」ニューヨーク
- 前橋芸術週間、前橋市・旧群馬県庁舎正庁

### 2000年 以降
- 2000年「宇宙の花」横浜、大阪・トリイホール
- 2000年 「宇宙の花」東京国際舞台芸術祭 （東京）
- 2000年 「大野一雄 長谷寺に舞う 2000」長野市・長谷寺 （松澤宥・共演、柿崎順一・花）
- 2001年 「花」東京国際芸術祭、新宿パークタワーホール(東京)
- 2002年　｢花狂｣ 越後妻有アートトリエンナーレプレイベント
- 2002年　｢わたしの舞踏の"命" "かたちと心"｣
- 2003年　｢我が母の教え給いし歌｣ 金森ホール（函館市）
- 2003年　｢大野一雄ビデオライブラリー開設記念公演｣ 愛知芸術文化センター
- 2003年　岐阜・養老天命反転地
- 2003年　｢肉体のシュルレアリスム 舞踏家 土方巽抄展｣オープニング公演 岡本太郎美術館

大野一雄フェスティバル BankART1929 横浜
- 2004年　第一回 ｢マタイ受難曲｣・｢野バラ｣
- 2005年　第二回 ｢一心｣（大野慶人・作）
- 2006年　第三回｢大野一雄百歳の日｣ オープニング
- 2007年　｢百花繚乱｣  大野一雄百歳の年 ガラ公演

## 映像作品
長野千秋監督
- 1969年 「O氏の肖像」
- 1971年 「O氏の曼陀羅 遊行夢華」
- 1973年 「O氏の死者の書」

ダニエル・シュミット監督
- 1995年 「KAZUO OHNO」
- 1996年 「書かれた顔」

大浦信行監督
- 2001年　｢日本心中　針生一郎・日本を丸ごと抱え込んでしまった男」
- 2005年　｢大野一雄 ひとりごとのように」

その他
- 1991年 「魂の風景」
- 2001年 「001001」（大木裕之・監督）
- 2005年　｢9.11-8.15 日本心中」（大浦信行・監督）
- 2023年　｢CAVE DANCE」（chiharu mk・音楽）

## 著書・写真集
- 大野一雄　『わたしの舞踏の命』　矢立出版、2005年

　副題：吉増剛造による大野先生への献詩　細江英公による大野先生への献写真
　大野一雄　『舞踏譜　御殿、空を飛ぶ』　思潮社　1992年　増補版1998年
『大野一雄　石狩の鼻曲り』　かりん舎、2002
『胡蝶の夢　舞踏家・大野一雄　細江英公人間写真集』　青幻舎、2006年
『大野一雄　百年の舞踏』　大野一雄舞踏研究所編、フィルムアート社　2007年
『秘する肉体　大野一雄の世界』　大野慶人監修／クレオ編・刊　2006年
『大野一雄　魂の糧』　大野慶人・大野一雄舞踏研究所編、フィルムアート社　1999年
『大野一雄　稽古の言葉』　大野一雄舞踏研究所編、フィルムアート社　1997年
『大野一雄』書肆青樹社　1997年
『天人戯楽　大野一雄の世界』　立木鷹志編　青弓社、1993年

## 受賞歴
- 1993年 神奈川文化賞
- 1994年 舞踊批評家協会賞
- 1996年 舞踊批評家協会賞
- 1998年 日本文化デザイン大賞、国際演劇協会"Messenger of the Year"指名
- 1998年 横浜文化賞
- 1999年 第1回ミケランジェロ・アントニオーニ芸術賞
- 2001年 織部賞グランプリ
- 2002年 朝日舞台芸術賞特別賞

## 関連人物
- 土方巽
- 芦川羊子
- 石井漠
- 石井満隆
- 上杉満代
- 江口隆哉
- 大野慶人
- 柿崎順一
- 笠井叡
- 諏訪敦
- 友惠しづね
- 中川幸夫
- 細江英公
- 松澤宥
- 水谷勇夫
- 宮操子
- ラ・アルヘンチーナ
- カルラ・フラッチ
- ピナ・バウシュ
- ダニエル・シュミット
- ジョアン・ソレル